# 線狀褐蛇鰻
線狀褐蛇鰻為輻鰭魚綱鰻鱺目糯鰻亞目蛇鰻科的其中一種，於1872年由阿尔伯特·甘瑟描述，分布於中西太平洋的新幾內亞海域，棲息在底層水域，屬肉食性。

## 擴展閱讀
維基物種上的相關：線狀褐蛇鰻